# Anorthodes prima
Anorthodes prima là một loài bướm đêm trong họ Noctuidae.